# 神大市比売
神大市比売（カムオオイチヒメ）は、日本神話に登場する女神。

## 概要
『古事記』にのみ登場する神で、須佐之男命の系図に登場する。大山津見神の子で、櫛名田比売の次に須佐之男命の妻となり、大年神と宇迦之御魂神（稲荷神）を産んだ。
2柱の御子神はどちらも農耕に関係のある神であり、神大市比売もまた農耕神・食料神として信仰される。神名の「神」は神霊の発動の激しいことに畏敬して冠する接頭語、「大」は「偉大・立派」、「市」物々交換をするために人が集まるところを表し、名義を「神々しい、立派な市」と考えられる。このため市場の守護神として信仰される。
また山神は陸海問わず物々交換の市場を提供する能力があったため、大山津見神の分身として神大市比売を表象すると考えられる。
神社の祭神としては大歳御祖神（おおとしみおやのかみ）の神名で祀られることが多い。

## 系譜

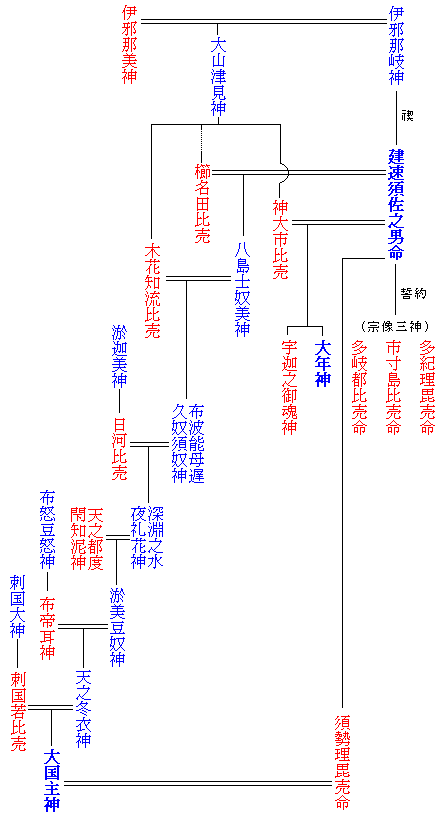
スサノオの系図（『古事記』による）。青は男神、赤は女神

大山津見神の娘で、須佐之男命との間に大年神と宇迦之御魂神を産んでいる。

## 祀る神社
- 静岡浅間神社内の大歳御祖神社（静岡県静岡市葵区）
- 市神社（愛知県津島市米町）
- 湯田神社（三重県伊勢市小俣町）
- 市比賣神社（京都府京都市下京区）
- 高津宮（大阪府大阪市中央区）
- 大内神社（岡山県備前市香登本）
- 稲荷神社（岡山県倉敷市茶屋町）

## その他
奈良県桜井市にある3世紀中頃の築造とされる箸墓古墳には、宮内庁治定として「大市墓」の銘がある。
伏見稲荷大社の上社祭神「大宮能売大神」はアメノウズメと同一視されることもあるが、これを『二十二社註式』、『稲荷神社考』では大市姫命に当てている。